# Trachyscelida
Trachyscelida is een geslacht van kevers uit de familie bladkevers (Chrysomelidae).
De wetenschappelijke naam van het geslacht werd in 1893 gepubliceerd door George Henry Horn.

## Soorten
- Trachyscelida bicolor (Bechyne, 1958)
- Trachyscelida bicolor (Leconte, 1884)
- Trachyscelida boliviana (Bechyne, 1958)
- Trachyscelida flourescens (Bechyne, 1958)
- Trachyscelida obesa (Duvivier, 1889)
- Trachyscelida robusta (Jacoby, 1888)
- Trachyscelida venezulensis (Bechyne, 1956)